# Херман фон Баден-Баден
Херман фон Баден-Баден (на немски: Herman von Baden-Baden; * 12 октомври 1628, Баден-Баден; † 30 октомври 1691, Регенсбург) е маркграф на Маркграфство Баден-Баден, фелдмаршал на Свещената Римска империя, президент на дворцовия военен съвет, императорски дипломат и принципалкомисар в Имперския Райхстаг в Регенсбург.

## Живот
Той е петият син на маркграф Вилхелм фон Баден-Баден (1593 – 1677) и първата му съпруга принцеса Катарина Урсула фон Хоенцолерн-Хехинген (1610 – 1640), дъщеря на княз Йохан Георг I фон Хоенцолерн-Хехинген. По-големите му братя са Фердинанд Максимилиан и Леополд Вилхелм.
Херман е възпитаван да стане духовник и е каноник в Кьолн, Падерборн, Страсбург, Залцбург и Аугсбург. Известно време е предложен за полски крал като възможен наследник на Ян II Кажимеж. Затова през 1661 г. се отказва от службите си като духовник. Надеждата да стане крал на Полша не се сбъдват и той започва военна кариера. През 1663 г. е командир на войската на Бургундски имперски окръг в борбата против османите в Унгария.
През 1665 г. той е против протеста на Луи XIV комадир на австрийска помощна група в Испанска Нидерландия. През 1683 г. Херман е в Унгария, заради подготовката за Турската война.
Херман фон Баден е номиниран на фелдмаршал и е водещ министър на Леополд I.